# Saint-Genest-de-Contest

Saint-Genest-de-Contest este o comună în departamentul Tarn din sudul Franței. În 2009 avea o populație de 245 de locuitori.

## Evoluția populației
| An        | 1975 | 1982 | 1990 | 1999 | 2006 | 2009 |
| --------- | ---- | ---- | ---- | ---- | ---- | ---- |
| Populație | 294  | 275  | 279  | 265  | 250  | 245  |